# تاسكيوين (رقصة)
بن سيفى، عز الدين (2019). "معلمة المغرب قاموس مرتب على حروف الهجاء، يحيط بالمعارف المتعلقة بمختلف الجوانب التاريخية والجغرافية والبشرية والحضارية للمغرب الأقصى". قرطاس للدراسات الحضارية والفكرية: 35. DOI:10.52359/2231-000-011-003. مؤرشف من الأصل في 2023-03-31.
تاسكيوين (:اللغة الأمازيغية: ⵜⴰⵙⴽⵉⵡⵉⵏ) ، هي رقصة مغربية تقليدية معترف بها من قبل اليونسكو كتراث ثقافي غير مادي. وهي رقصة من رقصات الحرب خاصة بسلسلة جبال الأطلس الكبير الغربية بوسط المغرب. حصلت الرقصة على اسمها من القرن المزخرف الذي يحمله كل راقص، والمعروف باسم تيسكت. تتضمن الرقصة فن هز الأكتاف على إيقاع الدفوف والمزامير، والدوس بالأقدام. ويقال إن هذه الممارسة تعزز التماسك الاجتماعي والانسجام وتوفر الشعور بالهوية والاستمرارية للمجتمعات التي تؤديها.

## الآلات المستعملة

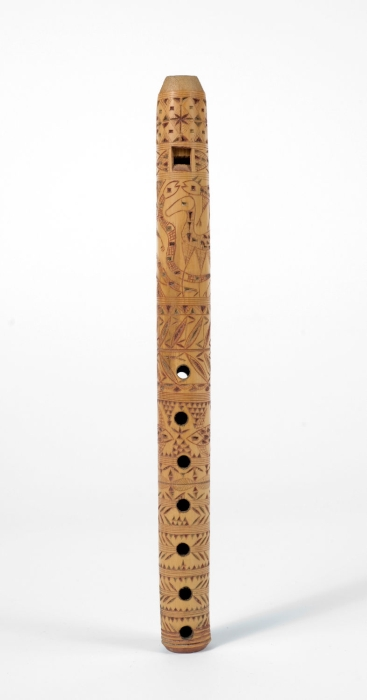
ناي

تستخدم في رقصة تاسكوين مجموعة من الآلات الموسيقية، من بينها أثحال(طعريجة)، يمسك الرجال هذه الآلة باليد اليسرى وينقرونها بأصابع اليد اليمنى، كما تستعمل آلة تالونت (بندير) يحملها رجلان يتوسطان الحلقة الدائرية التي يشكلها المجسدون لهذه الرقصة من الرجال والنساء، بالإضافة إلى آلة تاگموت (ناي) يعزف بها رجلان يتوسطان حلقة الرقصة، ويكونان الى جانب حاملي آلة البندير.

## الهندام والإيقاعات
إن رقصة تسكوين رقصة تقليدية  شعبية تتكون من ذكور وإناث من مختلف الأعمار، حسب ما أورده الكاتب عمر حسين أمرير في رسالاته التي أوردها في مجلة التراث الشعبي،
إذ يتوشح الرجال من الفرقة الموسيقية بالفوقية والتشامير، وهي ملابس تقليدية تشبه الجلباب المغربي مع اختلافات بسيطة، وتتميز بلونها الأبيض الناصع البياض، إضافة إلى عمامة مغربية لونها يأ أيضا،ضا تعطي تناسقا تاما لأفراد الفرقة، التي تخف ت اعمارهم من ذكر لأخر، كما تتزين أجسادهم بأوشحة  يمنة ويسرة؛ فألاخيرة عبارة عن وشاح "كمية فضية" عبارة  عن خناجر، أما الكتف اليمنى  فتتدلى منها محفظة جلدية تدعى أقراب، و قد تختلف تسميتها حسب المناطق.
اما على أكتاف المؤديين اليسرى فتتدلى خيوط حمراء زاهية الألوان، وغالبا ما تكون هذه الاوشحة من الللون الاحمر القاني الذي يعطي طابعا خاصا فوق اللباس الابيض، وفي نهايته تتدلى تيسكت، وهي كلمة أمازيغية وتعني القرن. وقد كانت تستعمل لوضع البارود فيها لعلاقة الرقصة بالحروب، وقد تتوارث هذه الالات والادوات بين الاجداد والاحفاد لعدة أجيال، اما بالنسبة لافراد الفرقة الاناث فيختلف لباسهم عن الرجال لكنه لا يقل عن اللباس الرجالي جمالا وابهارا، كما ان أعمارهن تتراوح من السنة الرابعة إلى حدود سن السادسة عشر لكنه قد يتجاوزه لعدة إكراهات مجتمعية، يلبسن الحائك ذو اللون الأبيض والذي تشتهر به الثقافة المغربية، والذي يتدلى أسفل حتى يخفي ارجل الراقصات، يتوسط جسم كل راقصة حزام عريض مطرز ومزركش بانواع مختلفة من الزركشات التي تقتبس رموزها من الثقافة الأمازيغية، إضافة إلى توشح صدورهن بقلادات مزينة بأنواع مختلفة كاللوبان والفضة، كما أن ضفائر شعرهم  الحريري تتموج وتتداخل مع القطع الفضية التي تتدلى على جباههن والتي يجمعها خيط حريري، والتي تسمى "العياشة" أو "تزرزيت"، والتي تختلف تسميتها من منطقة لأخرى،  هذه القلادات والحلي تحدث وشوشة ورنينا مع حركات الرقص التي تقوم بها الراقصات، وإلى حانب ما سبق تضع الاناث اقراطا مختلفة الحجم والشكل تزيد من رونق الرقص، والتي تسمى ايضا بالامازيغية "أيموحدين" والتي مفردها "أموحدى".
إن الحديث عن الزي التقليدي لا يعفينا من الحديث عن الرقصة ونمطها وحركاتها، فالفرقة تتكون من افراد يسيرها منسق أو رئيس يطلق عليه باللغة  الأمازيغية "رايس"، يتجمعون على شكل دائرة يتوسطها القائد، يحيط بهذه الدائرة جمهور غفير من جميع الأعمار والفئات للتمتع بما تقدمه الفرقة، حيث يتميز القائد بالحنكة والتجربة والابداع في الصنعة، كما أنه المتحكم في الايقاعات والحركات والتي قد يتعدى عددها ثلاثين إيقاعا، وطوال السهرة تتوالى الحركات والايقاعات المختلفة حسب الالات المستعملة من طعريجة وبندير وناي، وتعد هذه الرقصة  التقليدية فن من فنون هز الأكتاف وموروثا من بين الموروثات الشعبية.

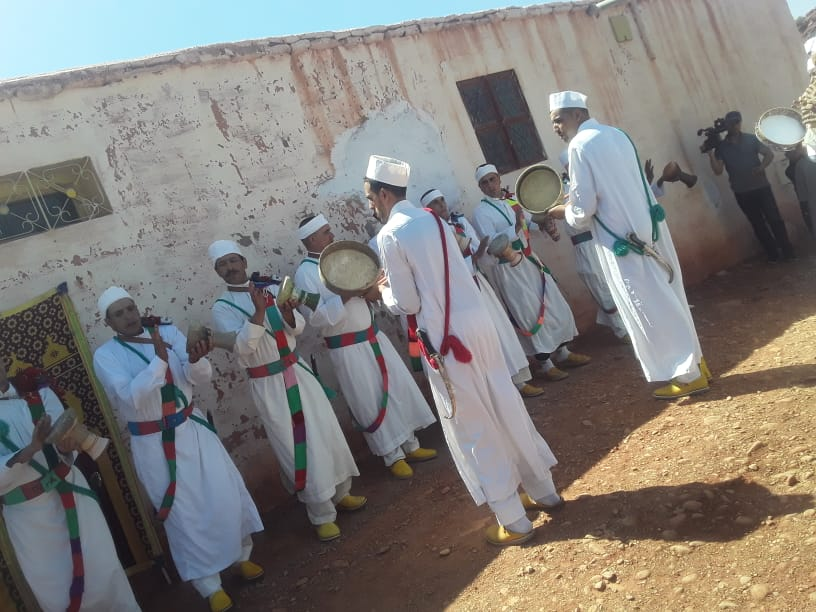

وهنا من يَعُدها رقصة رجالية، إلا أنه بالإمكان مشاركة الفتيات بالرقص والغناء في عرض مسرحي موسيقي متناغم يؤدونه بخطوات مدروسة على أشكال فنون الحرب والقتال.
وتؤدى الرقصة على شكل دائرة مغلقة، ترتكز على عدة قوانين أهمها وجود الرجال في الصف الأول الذين يزيد عددهم عن العشرة رجال، في إشارة إلى وجوب تماسك القبيلة ونكران الذات من أجل اتحاد ومصلحة الجماعة.
كما أن بعض الحركات التي تؤدى مختلطة بين الشابات والشباب الذكور التي تدل على الحب والرومانسية والزواج، إذ في منتصف السهرة يخرج راقص أعزب، راغب في الزواج، أو راقصان فأكثر ينسلون من خلف الرجال بالخطى الراقصة تجاه صف الفتيات، فإذا بلغوا خلف البالغات سن الزواج يزدادون خفة وطربا حتى تنبري لهم فتيات تندس كل واحدة بين اثنين فيراقصوهن جنبا إلى جنب، (...) وتنطلق الزغارد وترمى الورود وتذر حبات الملح على الراقصين والراقصات، كما أن الايقاع قد يتغير في كل مرة من طرف القائد، قد يصبح خلالها عبارة عن محاورة شعرية بين الراقصين في تناسق وتناغم تامين.

## تصنيف الرقصة ضمن التراث العالمي
في ديسمبر 2017 صنفت منظمة اليونسكو UNESCO رقصة "تاسكيوين" ضمن لائحة التراث الثقافي غير المادي للمغرب و الذي يحتاج إلى حماية عاجلة.
حسب موقع اليونسكو فان تاسكيوين هي رقصة عسكرية خاصة بسلسلة جبال الأطلس الكبير الغربية في وسط المغرب. و قد حصلت  قذه الرقصة على اسمها من القرن المزخرف الذي يحمله كل راقص - "تيسكت" - وتتضمن فن هز الأكتاف على إيقاع الدفوف والمزامير.و حسب الموقع فإن تاسكيوين  تعزز التماسك الاجتماعي والانسجام وتوفر وسيلة أساسية للتنشئة الاجتماعية للشباب.
ويحدث انتقال هذا الموروث إلى الأجيال الشابة بشكل رئيسي بشكل غير رسمي من خلال التعلم غير المباشر. ولكن بسبب عدة عوامل، أصبحت الرقصة الآن مقتصرة على عدد صغير من القرى؛ لذا فهذه الفولكلور الشعبي معرض لخطر الانقراض و ذلك لان العولمة جعلته أقرب إلى النسيان. و يتجلى هذا الاندثار التدريجي في عدة مظاهر منها ازدراء الشباب المتزايد للتراث التقليدي لصالح الممارسات الفنية الحديثة. فلم تعد العديد من المجتمعات تمارس الرقصة، ولم يتمكن الاكبر سنا والحاملون الباقون لهذا التراث الامادي، من العثور على الكثير من الطامحين من الجيل الصاعد  الذين يمكنهم نقل معرفتهم إليهم.
كما أن الحرفية المتعلقة بالأدوات والملحقات المستخدمة في هذه الرقصة آخذة في الانخفاض. ومع ذلك، فقد شهد العقدان الأخيران وعيًا جماعيًا متزايدًا بالحاجة إلى ضمان استمرارية تاسكيوين بين بعض المجتمعات. وتحقيقاً لهذه الغاية، تم إنشاء أول جمعية متخصصة في المنطقة عام 1993، وهي مبادرة تبعتها عدة قرى أخرى، ويجري الآن إنشاء العديد من الجمعيات المحلية.
عندما ضمت “اليونسكو”  رقصة “تاسكيوين” إلى قائمة التراث الثقافي غير المادي للمغرب و للإنسانية، وطالبت بحمايته، فقد أعطت بهذا الاعتراف المهم وأعطى للرقصة دينامية جديدة. لكن الاعتراف العلمي وحده لا يكفي لحماية هذا الموروث الثقافي من الاندثار، ما لم تُبذل جهود من طرف الجهات المعنية بالثقافة، لصيانة تاسكيوين و التعريف بها.

## الدلالات التاريخية لرقصة تاسكيوين
تمارس رقصة تاسكيوين في طقوس احتفالية للترفيه والتسلية، بالإضافة لكونها كانت من الآليات المبتكرة من قبل قبائل أهالي الأطلس الكبير الغربي للتعبئة العسكرية والسياسية، بغية التحفيز وبعث الحماس في الشباب استعدادا للدفاع عن القبيلة، وحماية مواردها، وصيانة شرفها، وتقوية شعور الانتماء وترسيخ قيم الأخوة والنصرة والتأزر والتضامن.
وترتبط أشكال الرقص والحركات التعبيرية التي تميز هذه الرقصة بالميدان الحربي والعسكري وبايقاعها القوي وحركاتها المتنوعة التي توحي بمعاني القوة والبطولة والشجاعة والانتصار، وتحاكي في تتابعها وتناسقها معركة حربية، وتصور عمليات الحذر والتوقع والاستعداد للمعركة، والمباغثة والانقضاض على العدو، والقفز على الحواجز وركوب الخيل، واقتفاء أثر العدو ونشوة الانتصار
دم.